# Harry Frankfurt
Harry Gordon Frankfurt (Langhorne, 29 maggio 1929 – Santa Monica, 16 luglio 2023) è stato un filosofo statunitense.

## Biografia
Frankfurt ha conseguito il dottorato presso la Johns Hopkins University nel 1954. Ha insegnato alla Yale University ed alla Rockefeller University. Dal 1990 è professore emerito di filosofia presso la Princeton University.
Tra i suoi interessi vi sono la filosofia morale, la filosofia della mente, dell'azione e il razionalismo del XVII secolo.
Frankfurt è noto per avere sviluppato un esperimento mentale mirato a dimostrare la possibilità di situazioni in cui una persona non avrebbe avuto altra scelta di comportamento rispetto all'azione effettivamente eseguita ed in cui, mentre la nostra intuizione ci porta a ritenere che essa abbia agito seguendo unicamente il proprio libero arbitrio e che, quindi, le particolari circostanze che hanno prodotto l'azione non escludano la responsabilità morale.
È noto al grande pubblico internazionale per un suo articolo del 1986, On Bullshit, ripubblicato nel 2005 sotto forma di pamphlet (Stronzate. Un saggio filosofico, nell'edizione italiana dello stesso anno), un'analisi filosofica delle "stronzate", come sono usate, diffuse e comprese nel mondo d'oggi.

## Opere principali (titoli originali)
- (EN) Demons, Dreamers, and Madmen: The Defense of Reason in Descarte's Meditations, Garland Science, 1970, ISBN 9780691134154.
- Leibniz: a collection of critical essays, University of Notre Dame Press, 1972
- The Importance of What We Care about. Philosophical Essays, Cambridge University Press, 1988
- Necessity, Volition, and Love, Cambridge University Press, 1999
- The Reasons of Love, Princeton University Press. 2004
- Stronzate. Un saggio filosofico (On Bullshit), Princeton University Press, 2005